# Winthont (schip, 1932)
De Winthont is een varend monument dat gebruikt wordt als wachtschip door de scouts van de Willem Barendszgroep. Een groep van Scouting Nederland in Alphen aan den Rijn. Het fungeert als clubhuis en de scouts gaan er zo'n vijf keer per jaar mee op kamp. Het heeft een ligplaats - langs de Kortsteekterweg - op de Oude Rijn.

## Het schip
Het schip werd in 1932 te water gelaten op de werf van Gustaaf van Praet in het Belgische Boom, die ook enige tijd samen met Verschure werkte. Het werd gebruikt voor vrachtvervoer, er werden later mergelresten tussen de spanten aangetroffen. De laatste schipper die er beroepsmatig mee voer noemde het Sancta Theresia. Maar hij moest begin jaren 70 stoppen, omdat hij de de concurrentiestrijd met de inmiddels veel grotere schepen was verloren.
Het werd gekocht door de Willem Barendszgroep van Scouting Rotterdam, die het ging gebruiken als wachtschip. In 1979 kreeg het de naam Winthont, de naam van het schip waarmee Willem Barentsz Nova Zembla ontdekte. Het ruim werd ingericht als clubhuis. Omdat het aantal leden van de groep sterk terugliep werd in 1992 aan de vereniging Wilde Vaert in Alphen aan den Rijn gevraagd de groep samen met het onderhoud van het wachtschip over te nemen. Die heeft dat opgepakt en het werd ook eigendom van de vereniging.   Eind 2005 heeft de Willem Barendszgroep als groep een nieuwe start gemaakt in Alphen aan den Rijn. Inmiddels is het schip van alle gemakken voorzien en leent het zich voor de meest uiteenlopende activiteiten. Het heeft een keuken, een bar, slaapvertrekken en een partydek.

## Liggers Scheepmetingsdienst
| Meetnummer | District en volgnr. | Meetdatum        | Meetplaats | Lengte [m] | Breedte [m] | Inzinking [m] | Waterverplaatsing [ton] | Naam         | Eigenaar | Domicilie |
| ---------- | ------------------- | ---------------- | ---------- | ---------- | ----------- | ------------- | ----------------------- | ------------ | -------- | --------- |
| AE18413B   |                     |                  |            |            |             |               |                         |              |          |           |
| R29350N    | Rotterdam           | 23 februari 1965 | –          | 38,88      | 5,04        | 2,40          | 331,473                 | SANCTA MARIA | -        | -         |